# Chester (Pennsylvania)
Chester è una città nella contea di Delaware, in Pennsylvania. Secondo il censimento del 2000 conta 36 854 abitanti. Fa parte dell'area metropolitana di Filadelfia, conosciuta anche come Delaware Valley. È situata sul Delaware River, tra Filadelfia e Wilmington.

## Storia
È in un territorio in cui vi è stata un'intensa colonizzazione svedese, per cui questo è detto "New Sweden". L'insediamento coloniale che diverrà Chester fu prima noto come "Finlandia" poi come "Uppland". Si hanno notizie che nel 1641 fosse eretto Fort Mecoponacka nei pressi dell'attuale città.
William Penn, salpato nel 1682 a bordo del Welcome, rinominò Uppland in Chester in onore della città inglese omonima.
Nel 1789 divenne sede del governo della contea di Delaware, ma nel 1851 questa venne spostata a Media.
Essendo una città fluviale aveva una potente flotta, che sostenne l'Unione nella Guerra Civile ed ebbe un ruolo importante durante la seconda guerra mondiale. Diverse navi della Marina Americana del dopoguerra furono costruite a Chester, qui infatti aveva sede l'importante Sun Shipbuilding & Drydock Co., in seguito Pennsylvania Shipyard & Dry Dock Company, finché questa nel 1990 non chiuse.
Il club calcistico di Filadelfia, il Philadelphia Union, ha sede a Chester e gioca le partite casalinghe a Subaru Park sul lungofiume della città di Chester.